# Juan Julio del Castillo
Juan Julio del Castillo fue un abogado, juez y político peruano. 
En los años 1880 ejerció el cargo de Prefecto del Cusco. Fue elegido diputado por la provincia de Canas en 1886 durante el gobierno del presidente Andrés Avelino Cáceres. Fue elegido senador suplente por el departamento del Cusco en 1892 hasta 1893. Luego, en 1895, fue reelecto como diputado por la provincia de Canas y 1901. Durante su gestión llegó a ocupar, en 1896, la secretaría de la Cámara de Diputados.
Fue parte, junto con otros personajes cusqueños de fines del siglo XIX como Manuel E. Montesinos, Antonio Lorena, Juan A. Falcón, Fernando Pacheco, Lucio Samuel Cabrera, Eliseo Araujo, Angel Colounge, Ambrosio della Chiesa y Gavino Ugarte del grupo de fundadores del Centro Científico del Cusco, organización de cusqueños que tenía la finalidad de ocuparse de los estudios geográficos y científicos en general y, en particular, del departamento del Cusco para suministrar informes que puedan ser útiles a la administración pública y procurar el mayor conocimiento del territorio peruano.